# قناة أم درمان
قناة أم درمان الفضائية، هي قناة فضائية تبث من العاصمة السودانية الخرطوم، أسّسها ويديرها الإعلامي السوداني حسين خوجلي، رئيس تحرير صحيفة ألوان اليومية.
انطلق بث قناة أم درمان مطلع أغسطس 2011م على مدار النايل سات تردد: 11555عمودي ... واتخذت القناة شعار ( حرية وجمال).
... ومن برامجها الشهيرة: مطر الألوان - امدرمان اليوم - عناوين - تم إغلاق القناة لفترة .... ولكن تم معاودة البث مرة أخرى.